# Mielnica Duża
Mielnica Duża – wieś w Polsce, położona w województwie wielkopolskim, w powiecie konińskim, w gminie Skulsk.
| SIMC    | Nazwa    | Rodzaj    |
| ------- | -------- | --------- |
| 0294473 | Przewóz  | część wsi |
| 0294480 | Sadziska | część wsi |

W latach 1975–1998 miejscowość administracyjnie należała do województwa konińskiego.